# 후추
후추(영어: black pepper) 또는 호초(胡椒, 학명ː piper nigrum)는 후추과의 덩굴 식물로, 그 열매를 양념으로 쓴다. 남인도의 말라바(Malabar) 해안이 원산지이다. 포르투갈의 바스쿠 다 가마가 인도 발견에 나서게 한 향신료이다. 과거에는 검은 황금이라고 불렀다. 열매는 핵과로 직경이 약 5 mm(0.20인치)이고(신선하고 완전히 성숙한) 진한 빨간색이며 고추 씨앗 1개가 들어 있는 돌이 들어 있다. 후추열매와 그로부터 추출된 후추는 간단히 후추라고 기술할 수 있으며, 보다 정확히 분류하자면 흑후추(익힌 건조된 과일), 녹후추(건조된 설익은 과일), 백후추(익은 과일 씨앗)로 기술할 수 있다.

## 향신료

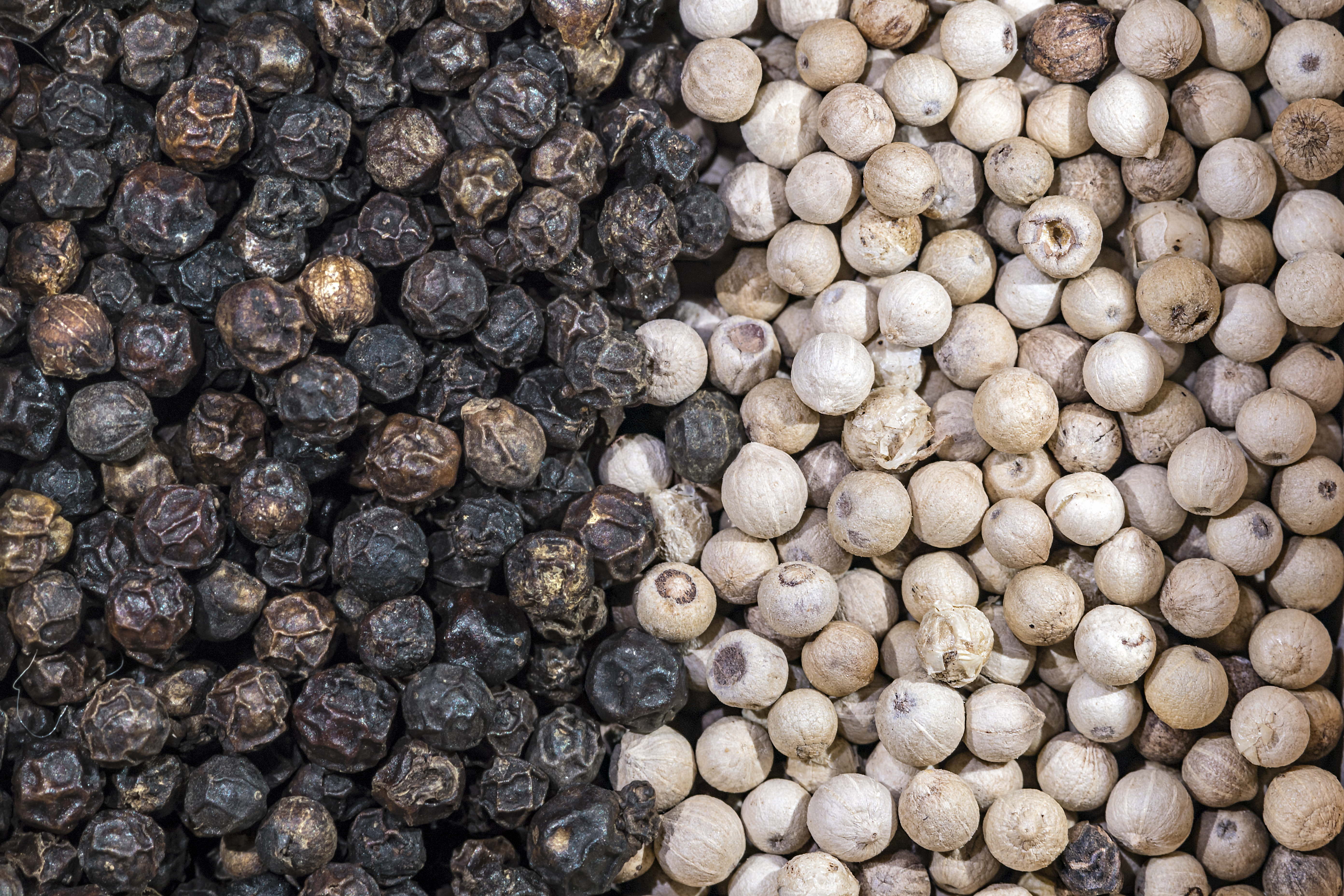
검은 후추와 흰 후추

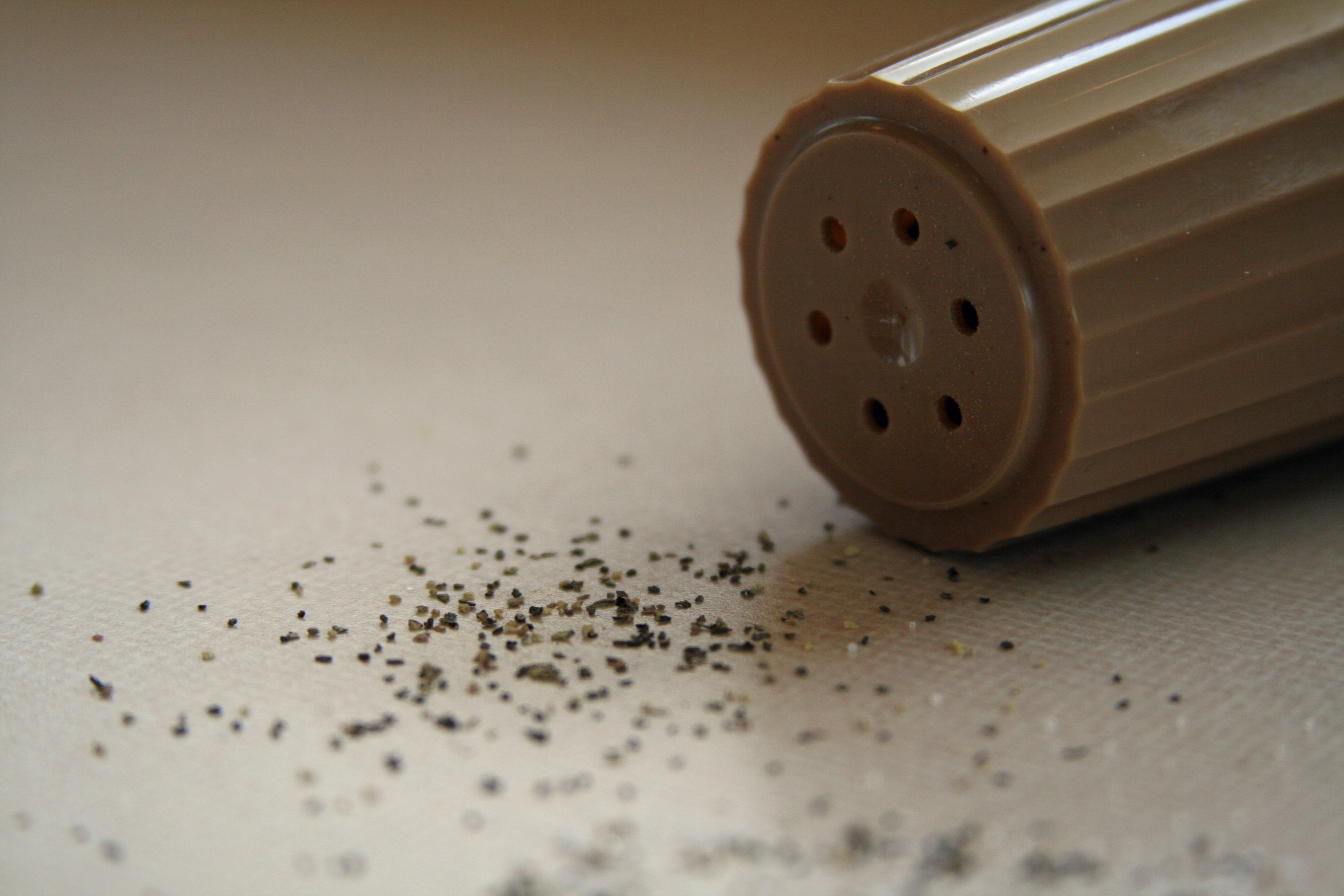
후춧가루

후추의 열매는 직경 5 mm의 핵과로 열매 안에 한 개의 씨가 있으며 다 익으면 어두운 붉은 색을 띤다. 후추는 향신료로 쓰기 위해 다 익기 전에 수확하여 건조하며 이렇게 만들어진 후추는 검은 빛을 띤다. 흰 후추, 붉은 후추도 모두 같은 열매로 만든 것인데, 흰 후추는 검은 후추의 껍질을 제거한 것이고 붉은 후추는 다 익은 열매를 사용한 것이다. 검은 후추와 백색 후추가 요리에 주로 쓰인다.
검은 후추를 만들기 위해 아직 녹색을 띠고 있는 설익은 후추를 수확하여 뜨거운 물에 데친다. 가열 과정에서 세포벽이 파괴되고 효소가 세포에서 빠져나오게 되어 건조 과정에서 열매는 갈색을 띠게 된다. 열매는 햇볕이나 건조기를 이용하여 수일 간 말린다. 건조된 후추 열매는 쪼그라들고 더욱 짙은 빛을 띠게 되어 주름진 검은 모습을 띠게 된다.
흰 후추는 후추의 씨만을 사용하여 만든다. 검은 후추를 만드는 것보다 좀 더 잘 익은 후추 열매를 수확하여 일주일 간 물에 담가 과육 부분이 부패하여 부드럽게 변하길 기다린다. 부드럽게 변한 과육을 잘 문질러 제거하면 흰색 씨앗 부분만이 남게 되며 이를 말려 흰 후추를 만든다.
일반적이지는 않으나 설익은 후추 열매를 가열하지 않고 말려 녹색 후추로 쓰거나 다 익은 후추 열매를 이용한 붉은 후추를 만든다.
이렇게 생산된 후추는 가루로 만들어 통에 담아서 쓰며, 각종 요리의 양념으로 사용된다.

## 생물학적 특징

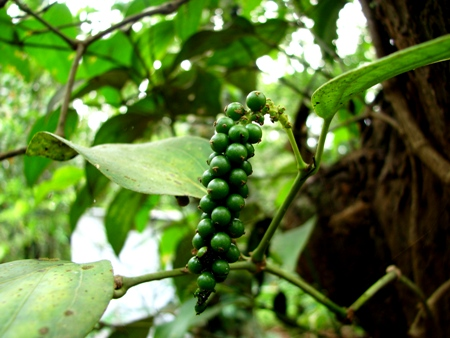
후추 열매

후추나무는 여러해살이 목본 덩굴 식물이다. 다 자라면 높이가 4 m에 이르며 가지에서 덩굴이 나와 땅에 닿을 때까지 자란다. 잎은 어긋나기로 나며 다 자란 잎은 길이가 5~10 cm에 폭은 3~6 cm가 된다. 꽃은 매우 작고 잎자루 옆에 여러 송이가 줄지어 피며 꽃이 지고 난 뒤 열매가 맺힌다. (그림 참조)
후추 농장에서는 후추나무의 가지를 40~50 cm 길이로 잘라 꺾꽂이하여 증식시킨다. 주변에 다른 식물이 자라지 않도록 뿌리 주변을 덮개로 덮고 퇴비를 주어 생장을 돕는다. 2~3년 정도 자라면 열매를 맺기 시작한다.

## 역사
후추는 남아시아와 동남아시아가 원산지이며 적어도 기원전 2000년부터 인도에서 양념으로 쓰였다. J. 이니스 밀러(J. Innes Miller)는 후추가 태국 남부와 말레이시아에서 재배되었지만 가장 중요한 원산지는 인도, 특히 현재 케랄라주의 말라바르 해안이었다고 지적한다. 후추 및 기타 다양한 향신료 수출로 유명한 케랄라주의 옛 고대 항구 도시 무지리스는 로마 제국, 이집트, 메소포타미아, 레반트, 예멘과의 무역에 대해 여러 고전 역사적 자료에서 언급되었다. 후추 열매는 종종 "검은 금"이라고 불리며 실물화폐의 한 형태로 사용되는 귀중한 무역품이었다. 이 거래의 유산은 "후추 열매 임대료(peppercorn rent)"라는 용어를 본질적으로 선물에 대한 토큰 지불로 인식하는 일부 서양 법률체계에 남아 있다.
후추의 고대 역사는 종종 밀접하게 관련된 파이퍼 롱검(Piper longum)의 말린 열매인 필발의 역사와 서로 연결되어 있다(그리고 혼동되기도 한다). 로마인들은 둘 다 알고 있었고 종종 둘 중 하나를 파이퍼(piper)라고 불렀다. 필발의 인기는 신세계가 발견되고 고추가 발견되기 전까지 완전히 쇠퇴하지 않았다. 일부 고추(그 중 일부는 건조되면 필발와 모양과 맛이 유사함)는 유럽에 더 편리한 다양한 지역에서 재배하기가 더 쉬웠다. 16세기 이전에는 자바, 순다, 수마트라, 마다가스카르, 말레이시아 등 동남아시아 전역에서 후추가 재배되었다. 이들 지역은 주로 중국과 교역하거나 현지에서 후추를 사용하기도 했다. 말라바르 지역의 항구는 또한 인도양의 더 동쪽에서 들어오는 다른 향신료 무역의 대부분을 위한 기착지 역할도 했다.

### 고대
기원전 1213년 람세스 2세가 죽은 직후 미라 의식의 일환으로 설치된 콧구멍에서 검은 후추알이 발견되었다. 고대 이집트에서 후추를 어떻게 사용했는지, 그리고 후추가 남아시아의 말라바르 해안에서 어떻게 나일강에 도달했는지에 대해서는 알려진 바가 거의 없다.
필발과 후추는 적어도 기원전 4세기부터 그리스에 알려졌지만, 아마도 매우 부유한 사람들만이 살 수 있는 흔하지 않고 비싼 품목이었을 것이다.

인도에서 이탈리아까지 이어지는 로마 시대의 무역로

초기 로마 제국 시대, 특히 기원전 30년 로마가 이집트를 정복한 이후 아라비아해를 건너 체라 왕조의 남부 인도 말라바르 해안으로 직행하는 것은 거의 일상이 되었다. 인도양을 가로지르는 이러한 무역에 대한 자세한 내용은 "에리트라이아해의 페리플루스"에 전해져 내려온다. 그리스 지리학자 스트라보에 따르면, 초기 제국은 매년 인도로 왕복하는 여행에 약 120척의 함대를 파견했다. 함대는 예측 가능한 몬순 바람을 이용하기 위해 아라비아해를 가로지르는 여행의 타이밍을 맞췄다. 인도에서 돌아온 배는 홍해를 거슬러 올라갔고, 그곳에서 화물은 육로로 또는 나일-홍해 운하를 통해 나일강으로 운반되어 바지선으로 알렉산드리아로 옮겨졌고, 그곳에서 이탈리아와 로마로 운송되었다. 이 같은 무역로의 대략적인 지리적 윤곽은 앞으로 1천 년 반 동안 유럽으로의 후추 무역을 지배할 것이다.
말라바르 해안으로 직접 항해하는 배들이 생기면서, 말라바르 검은 후추는 이제 필발보다 더 짧은 무역로를 여행하게 되었고, 가격도 그것을 반영했다. 대 플리니우스의 《박물지》에서 서기 77년경 로마의 가격을 알려준다. "긴 후추는 ... 파운드당 15데나리온이고, 흰 후추는 7데나리온이고, 검은 후추는 4데나리온이다." 플리니우스는 또한 "인도가 로마 제국에서 5천만 세스테르티우스를 빼내지 않는 해는 없다"고 불평하며, 후추에 대해 더욱 도덕적으로 말하였다.:
후추의 사용이 유행하게 된 것은 매우 놀라운 일입니다. 우리가 사용하는 다른 물질에서 때로는 단맛이, 때로는 외관이 우리의 주의를 끌었기 때문이다. 반면 후추는 과일이나 열매에 추천할 만한 것이 전혀 없다. 후추의 유일한 바람직한 품질은 매운맛이다. 그런데도 우리는 그것을 인도에서 수입한다! 누가 처음으로 그것을 음식으로 시도했을까? 그리고, 나는 누가 탐욕스러운 식욕을 만족시키기 위해 배고픔으로 자신을 준비하는 데 만족하지 않는 사람일까?— 대 플리니우스, 박물지 12.14

그는 이 5,000만 세스테르티우스가 인도로 흘러들어온 실제 돈인지, 아니면 로마에서 해당 품목의 총 소매 가격인지는 언급하지 않았으며, 다른 곳에서는 1억 세스테르티우스라는 수치를 인용했다.
검은 후추는 로마 제국에서 널리 알려졌고 널리 퍼졌지만 비싼 조미료였다. 3세기 요리책인 아피키우스의 《데 레 코퀴아리나》는 적어도 부분적으로는 서기 1세기의 요리책을 기반으로 했으며, 대부분의 요리법에 후추를 포함하였다. 에드워드 기번은 《로마 제국 쇠망사》에서 후추는 "가장 비싼 로마 요리의 인기 있는 재료"라고 썼다.

### 고전 이후 유럽
후추는 매우 귀중해서 담보나 심지어 화폐로 자주 사용되었다. 후추에 대한 맛(또는 그 화폐적 가치에 대한 감사)은 로마가 함락되는 것을 보는 사람들에게 전해졌다. 서고트인의 왕 알라리쿠스 1세는 5세기에 로마를 포위했을 때 로마에 요구한 몸값의 일부로 후추 3,000파운드를 포함시켰다. 로마가 멸망한 후, 다른 사람들이 향신료 무역의 중간 단계를 차지했는데, 먼저 페르시아인이, 그다음 아랍인이 차지했다. 이네스 밀러는 동쪽으로 인도로 여행했던 코스마스 인디코플레우스테스의 기록을 인용하여 "6세기에도 인도에서 여전히 후추가 수출되고 있었다"는 증거를 제시하였다. 초기 중세 말에는 향신료 무역의 중심부가 이슬람의 지배 하에 굳건히 들어섰다. 지중해로 진출한 후, 이 무역은 이탈리아 강대국, 특히 베네치아와 제노바가 독점했다. 이 도시국가의 부상은 대부분 향신료 무역으로 자금이 조달되었다.
7세기 셔본 주교였던 성 알드헬름이 쓴 수수께끼는 당시 영국에서 후추의 역할에 대한 약간의 빛을 비춘다.:
나는 겉은 검고, 주름진 덮개를 두르고 있지만

내 안에는 불타는 골수가 들어 있다.

나는 진미, 왕들의 연회, 식탁의 사치품,

소스와 주방의 부드러운 고기에 양념을 한다.

하지만 당신은 나에게서 어떤 가치 있는 자질을 찾을 수 없을 것이다.

당신의 창자가 내 반짝이는 골수에 의해 흔들렸다면 말이다.

중세 시대에 후추는 종종 부분적으로 썩은 고기의 맛을 감추는 데 사용되었다고 일반적으로 믿어지고 있다. 이 주장을 뒷받침하는 증거는 없으며 역사가들은 그것이 매우 가능성이 낮다고 본다. 중세 시대에 후추는 사치품이었고 부유층만이 감당할 수 있었으며, 부유층도 부패하지 않은 고기를 확실히 구할 수 있었다. 게다가 당시 사람들은 상한 음식을 먹으면 아플 것이라는 사실을 확실히 알고 있었다. 마찬가지로 후추가 방부제로 널리 사용되었다는 믿음은 의심을 부른다. 후추에 매운맛을 주는 화합물인 피페린은 항균 특성이 있지만 후추를 향신료로 사용할 때 존재하는 농도에서는 효과가 미미하다. 소금은 훨씬 더 효과적인 방부제이며, 소금에 절인 고기는 특히 겨울에 흔한 음식이었다. 그러나 후추와 다른 향신료는 분명히 오래 보존된 고기의 맛을 개선하는 데 역할을 했다.
중세 북유럽 후기의 후추 소비에 대한 고고학적 증거는 1495년 여름에 침몰한 덴마크-노르웨이 기함 그립스훈덴(Gribshunden)의 발굴에서 나왔다. 2021년에 고고학자들은 난파선에서 2,000개 이상의 후추알과 정향, 생강, 사프란, 아몬드를 포함한 다양한 다른 향신료와 이국적인 식료품을 회수했다. 이 배는 침몰 당시 정치 정상회담에 참석하기 위해 한스 왕을 태우고 있었다. 이 향신료는 덴마크, 노르웨이, 스웨덴 국가 평의회가 참석했을 정상회담에서 잔치를 벌일 목적으로 만들어진 것으로 보았다.

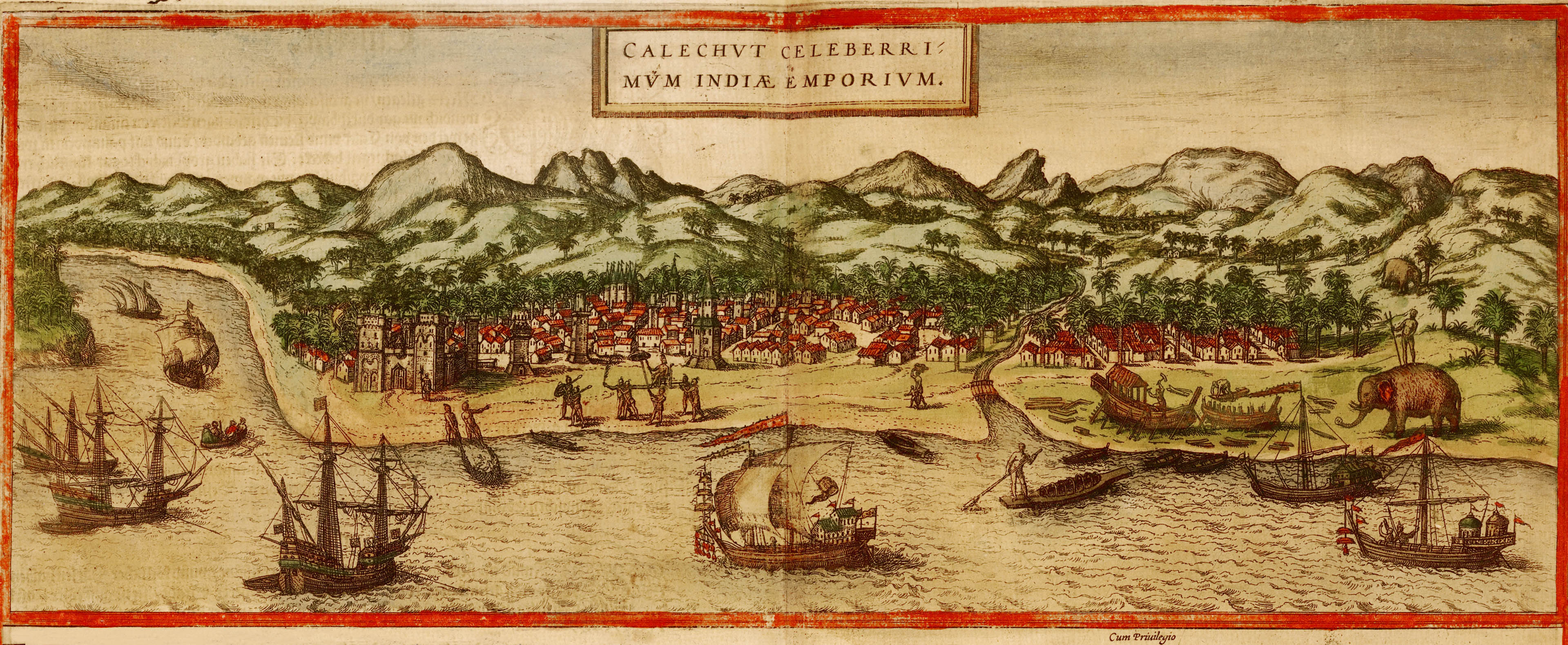
1572년 포르투갈이 후추 무역을 통제하던 시기에 출판된 인도 케랄라주 캘리컷의 묘사

중세 시대의 엄청난 가격과 베네치아가 독점한 무역은 포르투갈이 인도로 가는 해상 경로를 찾게 된 유인책 중 하나였다. 1498년, 바스코 다 가마는 아프리카를 항해하여 인도에 도달한 최초의 사람이 되었다(대항해 시대 참조). 코지코드의 아랍인(스페인어와 이탈리아어를 구사함)이 왜 왔는지 물었을 때, 그의 대표는 "우리는 기독교인과 향신료를 찾고 있습니다"라고 대답했다. 아프리카 남단을 거쳐 인도로 가는 이 첫 번째 여행은 겸손한 성공에 그쳤지만, 포르투갈인들은 빠르게 더 많은 수로 돌아와 결국 아라비아해의 무역을 훨씬 더 크게 장악했다. 1494년 토르데시야스 조약은 포르투갈에게 검은 후추가 유래된 세계의 절반에 대한 독점권을 부여했다.
그러나 포르투갈은 150년 동안 향신료 무역을 독점했다. 포르투갈은 당시 알려진 세계의 링구아 프랑카가 되었다. 향신료 무역은 포르투갈을 부유하게 만들었다. 그러나 17세기에 포르투갈은 귀중한 인도양 무역의 대부분을 네덜란드와 영국에 잃었고, 이들은 이베리아 연합(1580~1640) 동안 포르투갈에 대한 스페인의 지배를 이용하여 그 지역의 거의 모든 포르투갈 이익을 무력으로 점령했다. 말라바르의 후추 항구는 1661~1663년 기간에 네덜란드와 점점 더 많이 무역을 시작했다.

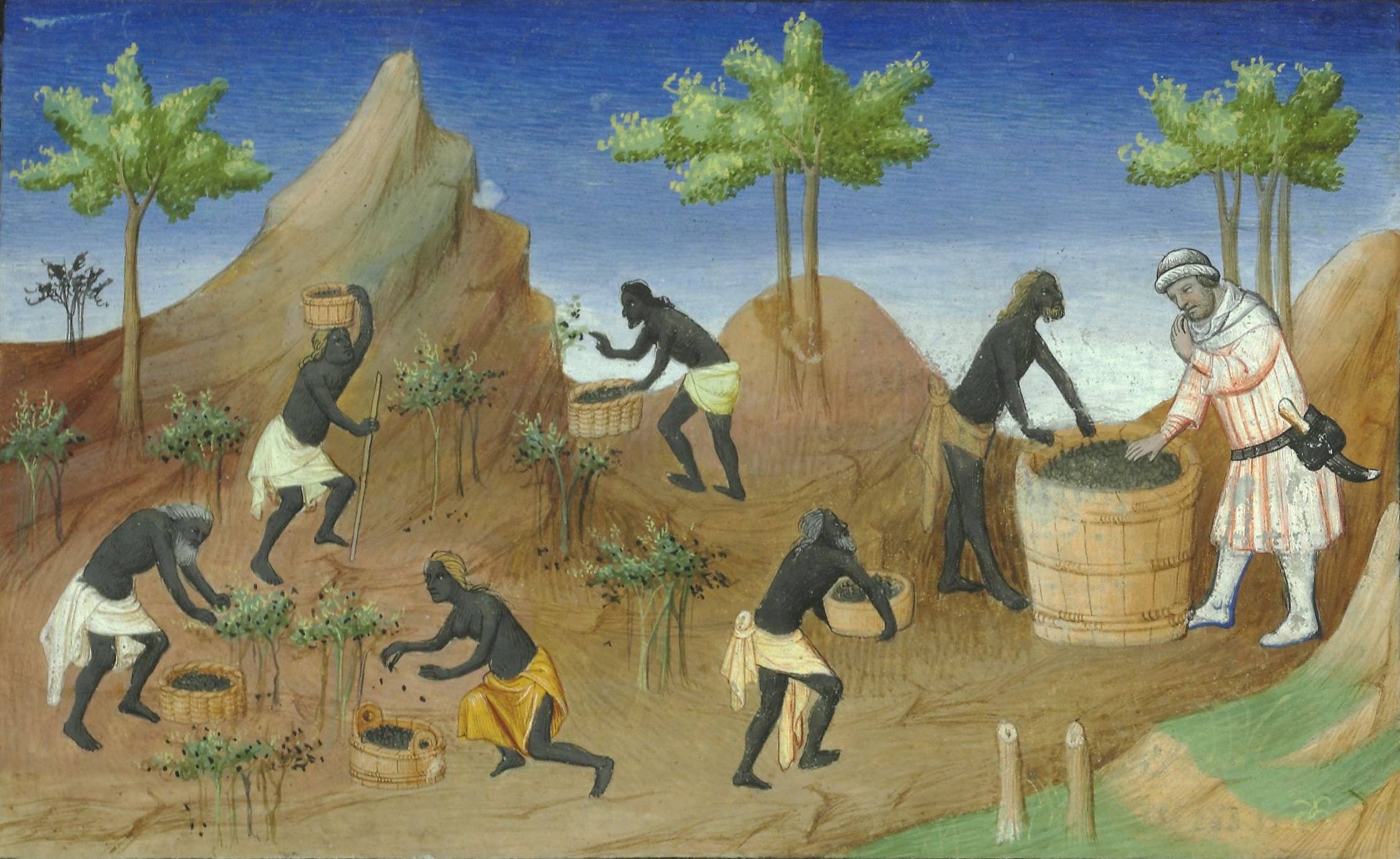
유럽 무역을 위해 수확한 후추, 《마르코 폴로의 경이로운 이야기(Livre des merveilles de Marco Polo)》의 사본에서 발췌

유럽으로의 후추 공급이 증가함에 따라 후추 가격은 하락했다(하지만 수입 무역의 총 가치는 일반적으로 하락하지 않았다). 중세 초기에는 부유층만을 위한 품목이었던 후추는 보다 평균적인 수단을 가진 사람들 사이에서 일상적인 조미료가 되기 시작했다. 오늘날 후추는 세계 향신료 무역의 1/5을 차지한다.

### 중국
만약 당맹(唐蒙)이라는 탐험가에 대한 시적 기록이 사실이라면, 후추는 기원전 2세기에 중국에서 알려졌을 가능성이 있다. 한무제에 의해 지금의 중국 남서부로 보내진 당맹은 쥐장(蒟酱) 또는 "소스-베틀"이라는 것을 발견했다고 한다. 그는 이것이 지금의 쓰촨성 지역인 촉의 시장에서 나왔다고 들었다. 역사가들 사이에서 전통적인 견해는 "소스-베틀"이 구장 잎으로 만든 소스라는 것이지만, 실제로는 긴 후추나 검은 후추를 가리킨다는 주장이 제기되었다.
서기 3세기에 검은 후추는 화자오라는 이름으로 중국 문헌에 처음 확실하게 등장했다. 당시에는 널리 알려지지 않았던 듯하며, 긴 후추를 포함하여 중국 남부 국경 너머에서 온 다양한 향신료를 설명하는 4세기 작품에는 나타나지 않았다. 그러나 12세기에는 검은 후추가 부유하고 강력한 사람들의 요리에서 인기 있는 재료가 되었고, 때로는 중국 토종 화자오(혀를 마비시키는 관련 없는 식물의 말린 과일)를 대체하기도 했다.
마르코 폴로는 13세기 중국에서 후추가 인기를 끌었다는 사실을 증언하는데, 그가 킨사이(Kinsay, 항저우)에서 후추가 소비되었다는 이야기를 들려주었다. "... 마르코 씨는 대칸의 세관 관리 중 한 명이 킨사이에 매일 소비하기 위해 들여오는 후추의 양이 43포대이고, 포대당 무게가 223파운드라고 하는 말을 들었다."
15세기 초 명나라 정화의 원정 당시 정화 제독과 그의 원정 함대가 엄청나게 많은 양의 후추를 가지고 돌아왔기 때문에 한때 값비쌌던 이 사치품이 흔한 상품이 되었다.

### 한국
청년사에서 만든 《조선시대 사람들은 어떻게 살았을까?》에 의하면 조선에서도 후추는 연회에서 손님이 후추를 상에 올리면 기녀들이 다툴 만큼 인기가 있었다. '후추로 지불하는 지대'는 오늘날에도 무역의 거래조건으로 존재한다.

## 쓰임새
검은 통후추는 매복 향기가 강해 고기 요리에 잘 어울리며 흰 통후추는 향과 맛이 순해 흰살생선, 닭고기, 크림소스 등에 잘 어울린다. 통후추는 필요할 때마다 그때그때 갈아서 사용하는 것이 훨씬 향이 좋으며 향신료 역할 뿐 아니라 드레싱에 사용하며 기름의 산화를 억제하는 효과도 있다.

## 사진과 그림

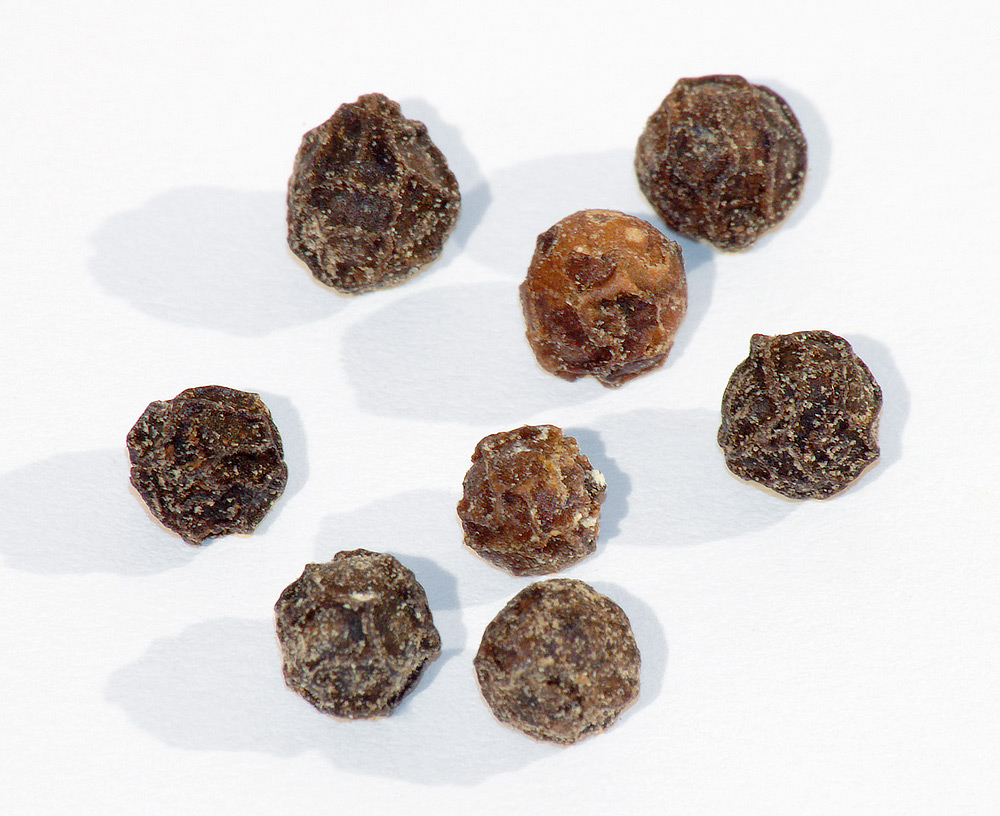
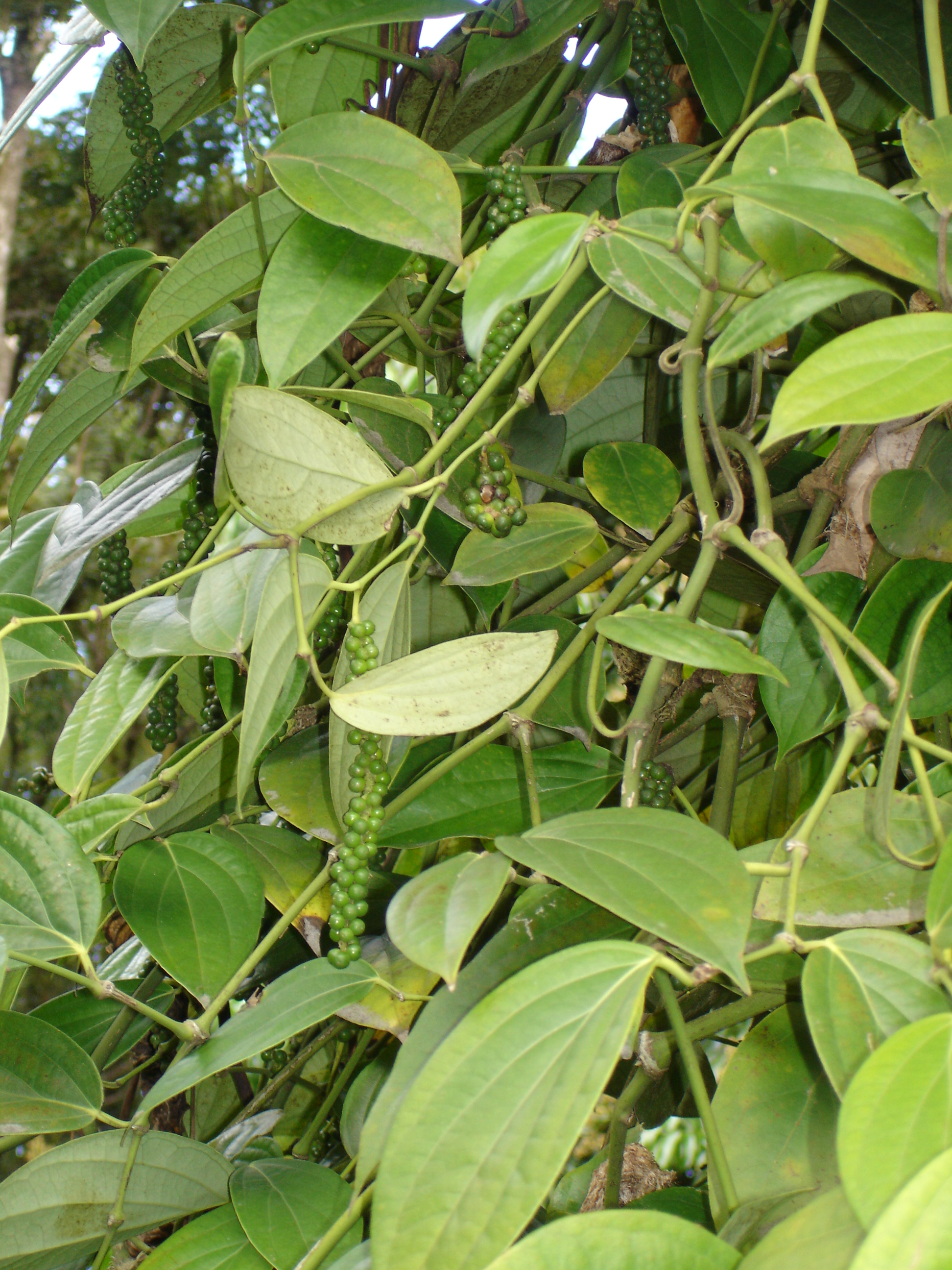

## 같이 보기
- 기니후추
- 멜레게타
- 구장
- 캄폿후추(en:Kampot pepper) - 캄보디아 남부 캄폿 지역에서 재배되는 후추로서 세계최상급의 후추로 평가받고 있다
- 큐베브
- 필발
- 핑크페퍼
- 초, 페퍼